# Éric Milazar
Jean Éric Milazar (* 1. Juni 1975 auf Rodrigues) ist ein mauritischer Sprinter, der sich auf den 400-Meter-Lauf spezialisiert hat.
Er errang bislang drei Titel bei den Afrikameisterschaften und konnte sich in der Staffel die Bronzemedaille über 4-mal 100 Meter beim Weltcup 2002 in Madrid  sichern. Milazar vertrat sein Land bei vier Olympischen Spielen in Folge: 1996 in Atlanta, 2000 in Sydney, 2004 in Athen und 2008 in Peking. Dabei erreichte er im Jahre 2004 das Halbfinale.
Ebenfalls erfolgreich, obschon er keine Medaillen zu gewinnen vermochte, ist der 1,90 m große und 80 kg schwere Athlet bei Weltmeisterschaften. Bei den Weltmeisterschaften 2001 in Edmonton lief er bis in das Finale und belegte dort den vierten Rang. Diese Leistung konnte er 2003 in Paris/Saint-Denis mit einem sechsten Platz beinahe halten. Bei den Weltmeisterschaften 2005 in Helsinki und den Weltmeisterschaften 2009 in Berlin schied er dagegen bereits in seinen Vorläufen aus.

## Persönliche Bestleistungen
- 200 m: 20,66 s, 8. August 2004, La Chaux-de-Fonds
  - Halle: 21,24 s, 27. Januar 2006, Eaubonne
- 300 m: 32,57 s, 12. Juni 2005, Villeneuve-d’Ascq
- 400 m: 44,69 s, 7. Juli 2001, Madrid (nationaler Rekord)
  - Halle: 46,28 s, 26. Februar 2006, Aubière